# Volksbund

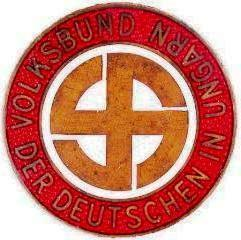
Jelvény

A Volksbund (teljes nevén németül Volksbund der Deutschen in Ungarn, magyarul Magyarországi Németek Népi Szövetsége) a magyarországi német kisebbség szervezete volt, amely 1938-ban, Imrédy Béla miniszterelnöksége alatt alakult a korábbi Német Népművelési Egyesület (Volksbildungsverein) utódaként. Vezetője Basch Ferenc volt, de fontos szerepet játszott a megalakulásában Huss Richárd, a debreceni Tisza István Tudományegyetem német professzora is. A Volksbund a Harmadik Birodalom érdekeinek képviselője volt Magyarországon, és jelentős szerepet játszott a Waffen-SS magyarországi toborzásaiban is.